# Powiat Saarpfalz
Powiat Saarpfalz (niem. Saarpfalz-Kreis) – powiat w niemieckim kraju związkowym Saara. Siedzibą powiatu jest miasto Homburg. Do 1989 nazwa powiatu brzmiała Saar-Pfalz (niem. Saar-Pfalz-Kreis).

## Podział administracyjny
Powiat Saarpfalz składa się z:
- czterech gmin miejskich (Stadt)
- trzech gmin wiejskich (Gemeinde)

Gminy miejskie:
| Lp. | Nazwa gminy miejskiej | Ludność (31.12.2010) | Powierzchnia km² |
| --- | --------------------- | -------------------- | ---------------- |
| 1   | Bexbach               | 18.086               | 31,12            |
| 2   | Blieskastel           | 21.885               | 108,27           |
| 3   | Homburg               | 43.808               | 82,64            |
| 4   | St. Ingbert           | 37.195               | 49,95            |

Gminy wiejskie:
| Lp. | Nazwa gminy wiejskiej | Ludność (31.12.2010) | Powierzchnia km² |
| --- | --------------------- | -------------------- | ---------------- |
| 1   | Gersheim              | 6.838                | 57,48            |
| 2   | Kirkel                | 10.034               | 31,38            |
| 3   | Mandelbachtal         | 11.394               | 57,71            |